# Godfryd I Szara Opończa
Gotfryd I Szara Opończa (ur. ok. 935, zm. 21 lipca 987) – hrabia Andegawenii, syn hrabiego Fulka II Dobrego i Gerbergi, córki Hervego, pana Maine.

## Życiorys
Został hrabią Andegawenii po śmierci ojca w 958 r.. Jego siostrą była Adelajda Andegaweńska, przez krótki okres - królowa Franków. Sprzymierzył się z hrabią Nantes przeciwko hrabiemu Rennes. Zagrożony inwazją Odona I, hrabiego Blois, zawarł sojusz z hrabią Paryża Hugonem Kapetem. W 987 r. poparł jego kandydaturę na króla Francji. Zmarł jeszcze w tym samym roku. Był bardzo religijny. W 962 r. odbył pielgrzymkę do Rzymu.
Jego żoną była Adela z Meaux (934-982), córka hrabiego Roberta de Meaux i Adelajdy de Chalon, córki Gilberta, księcia Burgundii. Gotfryd i Adela mieli razem dwóch synów i dwie córki:
- Fulko III Czarny (972 - 21 czerwca 1040), hrabia Andegawenii
- Gotfryd (zm. po 974)
- Gerberga (zm. po 988), żona Wilhelma IV, hrabiego Angoulême
- Ermengarda (zm. po 992), żona Conana I Krzywego, księcia Bretanii